# Littérature néerlandaise de la Renaissance

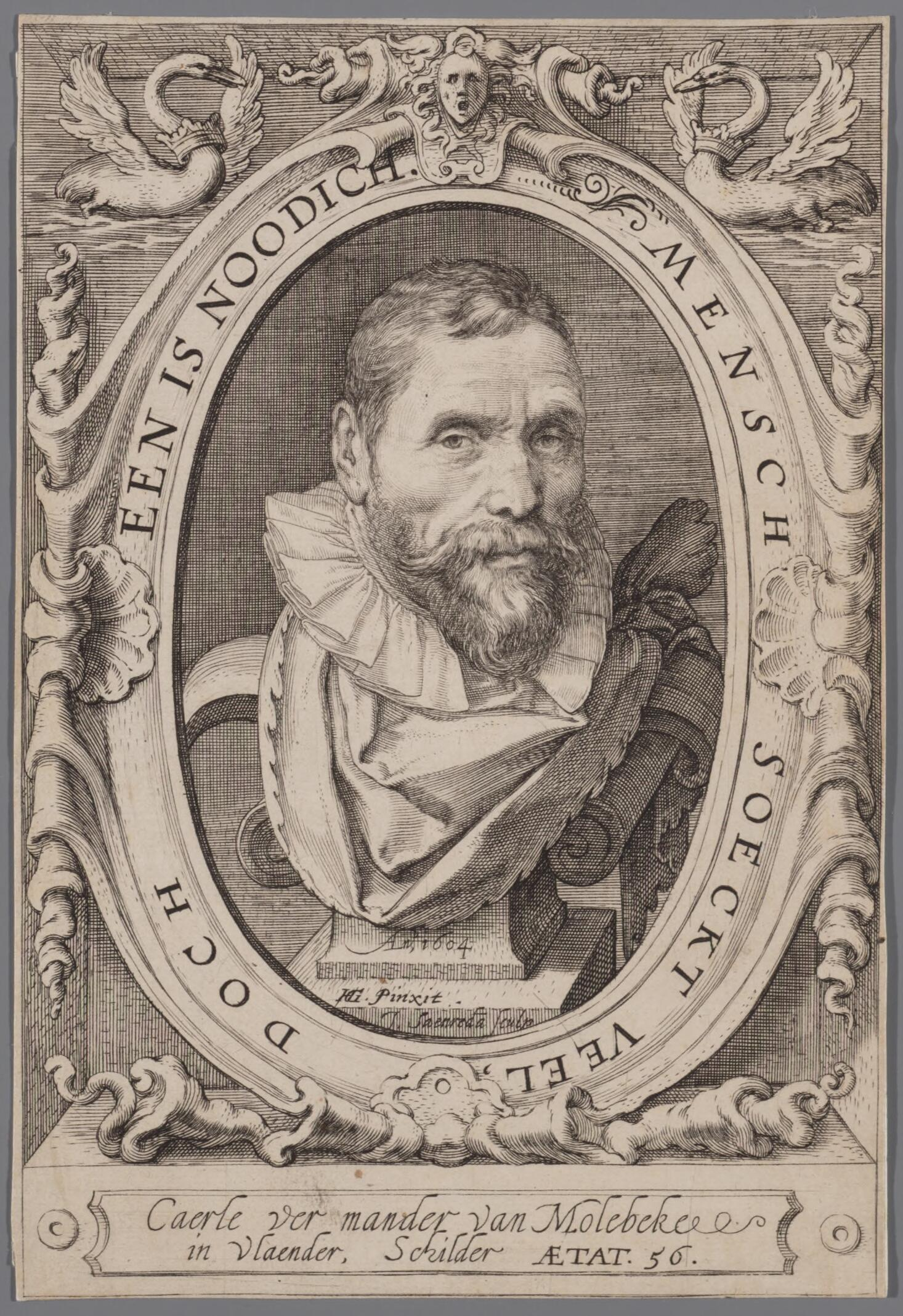
Portrait de Carel van Mander à l'âge de 56 ans (gravure de Jan Saenredam d'après Hendrik Goltzius, 1604).

La littérature néerlandaise de la Renaissance est la littérature en langue néerlandaise, succédant immédiatement à la littérature moyen-néerlandaise dans le temps et dans l’espace, c’est-à-dire : la littérature en langue néerlandaise des anciens Pays-Bas dans la seconde moitié du XVIe siècle.

## Introduction
Le Moyen Âge ne termine pas brusquement dans la littérature néerlandaise.  Des sujets abordés dans la littérature moyen-néerlandaise, ainsi que des genres et des styles qui apparurent pour la première fois dans la littérature médiévale, seront encore présents dans la littérature néerlandaise au XVIe siècle, et, même, bien loin au XVIIe siècle.

## Humanisme, Réforme protestante et Renaissance
Trois mouvements importants rendent au XVIe siècle son propre visage : l'humanisme, la Réforme protestante et la Renaissance. 

### Humanisme
Les humanistes recherchaient dans la civilisation de l’Antiquité l’inspiration de leur style et de leur conception du monde, aspirant à un examen personnel indépendamment de la tradition scolastique médiévale. Érasme (Rotterdam, 27 ou 28 octobre 1469 [ ? ] – Bâle, 12 juillet 1536), le plus grand humaniste néerlandais, est surtout connu pour l’Éloge de la folie, écrit en latin. Bien qu'ayant critiqué les abus commis par l'Église, il prit position contre les réformateurs protestants.  Il se consacra à un catholicisme évangélique et excella par son attitude tolérante.  La plupart des humanistes écrivaient en latin. Les auteurs humanistes les plus remarquables de la fin du XVIe siècle sont Coornhert, Spiegel et Roemer Visscher.

### Réforme protestante

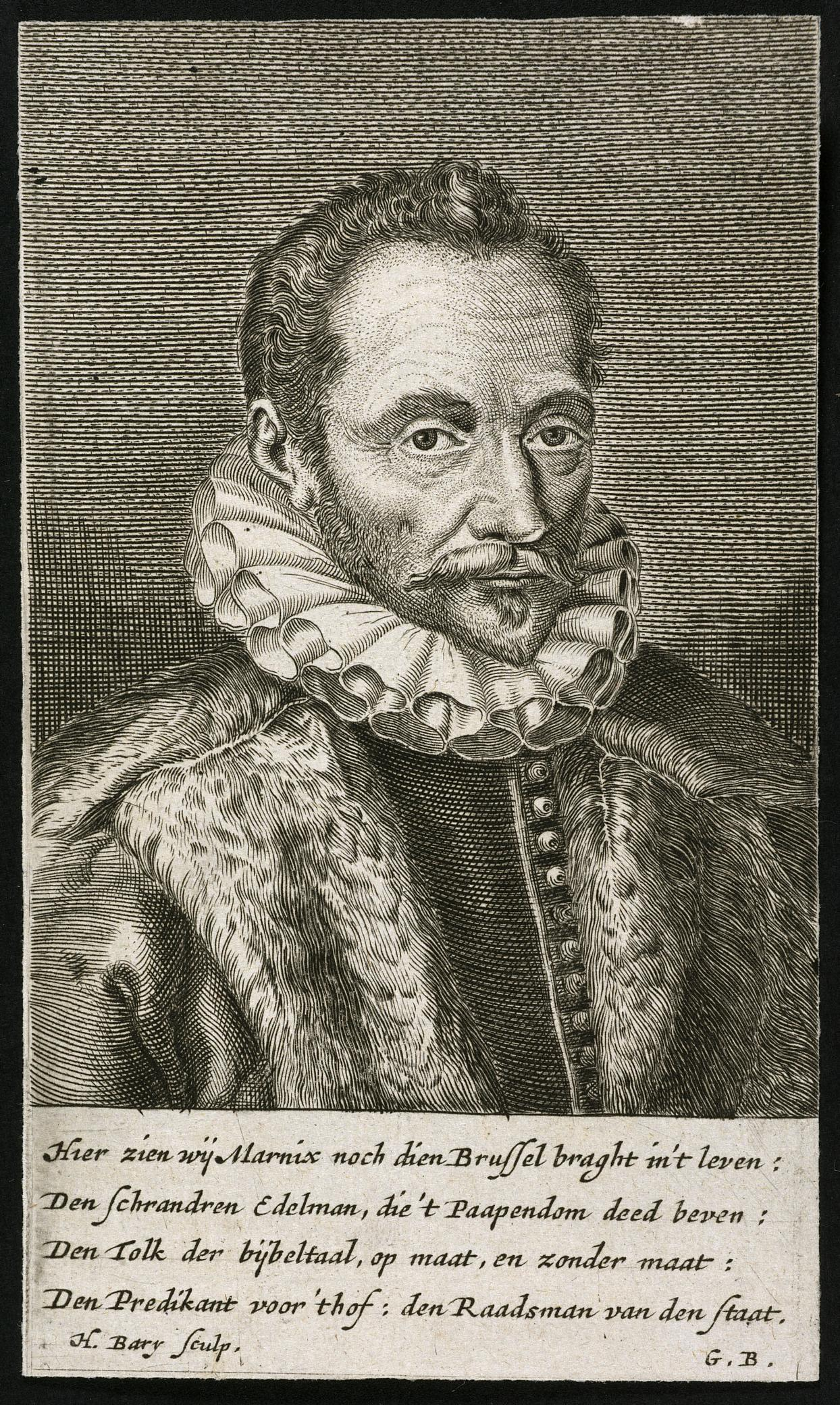
Philippe de Marnix de Sainte-Aldegonde

Dès le début, l’anabaptisme eut de nombreux partisans dans les Pays-Bas.  En peu de temps, Luther, qui avait rendu public ses thèses sur les indulgences à Wittemberg en 1517, trouva des adeptes aux Pays-Bas.  Plus tard le protestantisme évolua vers le calvinisme.  La littérature néerlandaise reflète ces querelles religieuses.  En tant que poétesse, Anna Bijns s’est illustrée comme la plus fervente défenseuse de l'Église catholique romaine.  Toutefois, plus nombreux sont les écrits des réformés, en vers et en prose.  On peut distinguer :  
1. La prose polémique
L'ouvrage le plus important de ce genre est Den Byencorf der H. Roomsche Kerck, de Philippe de Marnix de Sainte-Aldegonde ;
2. Les traductions de psaumes
Les traductions de psaumes, entre autres celles de Willem van Zuylen van Nijevelt (Souterliedekens, 1540), Jan Utenhove (1551-1561), Lucas de Heere (1565), Petrus Dathenus (1566) et Willem van Haecht (1579).  Les meilleures sont celles de Marnix (1580).
3. Les chansons de gueux
Les chansons de gueux, qui comprennent des chansons politiques ainsi que des chansons religieuses comme les chansons de martyrs, glorifient les protestants exécutés.  La plupart de ces chansons étaient publiées sur des feuilles volantes, ultérieurement compilées dans les éditions de plus en plus volumineuses du Nieu Geusen Lieden Boecxken, dont la plus ancienne conservée date sans doute de 1576-1577, alors que la première édition datée qu’on connaît est de 1581 ; la première édition serait de 1574.  Plus tard, le notaire zélandais Adrianus Valerius (mort en 1625), échevin de Veere, écrivit le Nederlandtsche Gedenck-clanck, publié un an après sa mort par ses héritiers.  En prose, l’auteur de la plupart des chansons rassemblées dans cet ouvrage, donne un aperçu des troubles de la guerre de Quatre-Vingts Ans jusqu’en 1625 ; le texte en prose est entremêlé d’une variété de chansons, dont la mélodie est souvent très belle.

### Le théâtre et les chambres de rhétorique
Le théâtre des rhétoriciens subit également l’impact de la Réforme protestante, visible dans les jeux présentés au concours des chambres de rhétorique, à Gand en 1539.  Au fur et à mesure que le siècle progresse, les jeux de tendance réformatrice augmentent en nombre, surtout aux Pays-Bas septentrionaux.

### Renaissance

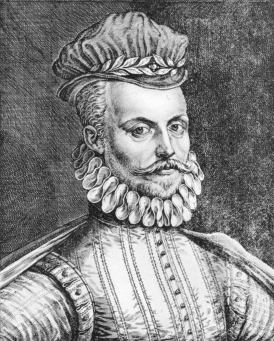
Portrait gravé du seigneur Jan van der Noot (vers 1579)

La Renaissance, dont le berceau se situe en Italie, trouva un écho dans les différents pays européens, qui l’ont dotée de leur propre caractère national.  Dans les Pays-Bas, ce mouvement n’atteignit le sommet de sa splendeur qu’au XVIIe siècle.  Pourtant, dans la seconde moitié du XVIe siècle, les œuvres d’un certain nombre d’auteurs représentent les caractéristiques d’une Renaissance précoce.  Aux Pays-Bas méridionaux, cela se reflète dans l'inspiration et dans des aspects formels.  Si on traduisait les grands poètes classiques de langue latine, on restait toutefois attaché aux genres pratiqués par les rhétoriciens, comme en font preuve Cornelis van Ghistele (vers 1550-1570), facteur de la chambre de rhétorique dite De Goudblomme à Anvers) et Johan Baptista Houwaert (1533-1590), un noble bruxellois.  Ce dernier écrivit également des œuvres de circonstance, des pièces dramatiques et, sous l'influence des idées nouvelles, des poèmes didactiques ; notamment Milenus clachte (1578), Pegasides pleyn ofte den lust-hof der maechden (1582-1583) et De vier wterste (1583).  D’autres auteurs imitent les poètes modernes italiens et français dans le nouveau style de versification, écrivant des épigrammes, des odes et des sonnets, employant les alexandrins.  Ainsi, le Gantois Lucas de Heere (1534–1584) prenait comme modèle Clément Marot.  À part une traduction de psaumes, il écrivit Den hof en boomgaerd der poësien (1565).  À Anvers, le style nouveau fut introduit par le seigneur Jan van der Noot (1539 ou 1540 - après 1595).  En Hollande, l'activité littéraire est concentrée dans trois villes : 
1. Leyde : le chef de file y est Jan van Hout (1542-1609), qui préférait la mesure des vers français et qui s'est battu pour la pureté linguistique.
2. Haarlem, où s’est exilé le Flamand Carel van Mander (1548-1606)
3. Amsterdam, où des auteurs tels que Coornhert (1522-1590), Spiegel (1549-1612) et Roemer Visscher (1547-1620) sont issus des sociétés rhétoriciennes.

## Source principale
- (nl) Luc Debaene, J.-B. Janssens et Frans Verbiest.  Nederlandse bloemlezing met literatuurgeschiedenis, 4e éd., Anvers, De Nederlandsche Boekhandel, 1962, p. 106-134.